# Sons of Satan - Gather for Attack
Sons of Satan Gather for Attack è una raccolta costituita dagli EP Devil's Path e In the Shades of Life, rispettivamente delle band Dimmu Borgir e Old Man's Child.

## Tracce
Dimmu Borgir
1. Master of Disharmony (6:05)
2. Devil's Path (5:30)
3. Nocturnal Fear (Celtic Frost Cover) (3:23)
4. Nocturnal Fear (Celtically Processed) (3:28)

Old Man's Child
1. St Aidens Fall
2. Seeds of the Ancient Gods
3. Manet Sorgfull Igjennom Skogen
4. The Old Man's Child
5. Og Jeg Iakttok Dodsrikets Inntog

## Formazione
Dimmu Borgir
- Shagrath - voce, chitarra e tastiera
- Erkekjetter Silenoz - chitarra
- Nagash - basso
- Tjodalv - batteria

Old Man's Child
- Grusom - voce, chitarra e tastiera
- Jardar - chitarra
- Tjodalv - batteria
- Brynjard Tristan - basso